# Barzagarū
Barzagarū är en ort i Iran.   Den ligger i provinsen Gilan, i den nordvästra delen av landet, 300 km nordväst om huvudstaden Teheran. Barzagarū ligger 23 meter över havet och antalet invånare är 298.
Terrängen runt Barzagarū är platt åt nordost, men åt sydväst är den kuperad.  Närmaste större samhälle är Hashtpar, 5,5 km nordväst om Barzagarū. 